# Ceratina okinawana
Ceratina okinawana là một loài Hymenoptera trong họ Apidae. Loài này được Matsumura & Uchida mô tả khoa học năm 1926.